# Kanton Carhaix-Plouguer
Der Kanton Carhaix-Plouguer (bretonisch Kanton Karaez-Plougêr) ist seit 1790 ein französischer Wahlkreis im Arrondissement Châteaulin, im Département Finistère und in der Region Bretagne; sein Hauptort ist Carhaix-Plouguer.  

## Geschichte
Der Kanton entstand am 15. Februar 1790. Von 1801 bis 2015 gehörten acht Gemeinden zum Kanton Carhaix-Plouguer. Mit der Neuordnung der Kantone in Frankreich stieg die Zahl der Gemeinden 2015 auf 24. Zu den bisherigen Gemeinden des alten Kantons Carhaix-Plouguer kamen alle 8 Gemeinden des bisherigen Kantons Huelgoat, 4 der 10 Gemeinden des bisherigen Kantons Pleyben, 3 der 10 Gemeinden des bisherigen Kantons Châteauneuf-du-Faou und 1 der 4 Gemeinden des bisherigen Kantons Le Faou hinzu.

## Lage
Der Kanton liegt im Osten des Départements Finistère. 

## Gemeinden

### Kanton Carhaix-Plouguer seit 2015
Der Kanton besteht aus 23 Gemeinden mit insgesamt 21.956 Einwohnern (Stand: 1. Januar 2022) auf einer Gesamtfläche von 838,00 km²:
| Gemeinde                | Bretonisch       | Einwohner (2022) | Fläche (km²) | Code postal  | Code Insee |
| ----------------------- | ---------------- | ---------------- | ------------ | ------------ | ---------- |
| Berrien                 | Berrien          | 920              | 56,42        | 29690        | 29007      |
| Bolazec                 | Bolazeg          | 172              | 17,47        | 29640        | 29012      |
| Botmeur                 | Boneur           | 227              | 13,62        | 29690        | 29013      |
| Brasparts               | Brasparzh        | 1.055            | 46,69        | 29190        | 29016      |
| Brennilis               | Brenniliz        | 447              | 18,69        | 29690        | 29018      |
| Carhaix-Plouguer        | Karaez-Plougêr   | 7.326            | 25,81        | 29270        | 29024      |
| Cléden-Poher            | Kledenn-Poc'hêr  | 1.135            | 29,81        | 29270        | 29029      |
| Collorec                | Koloreg          | 592              | 28,39        | 29530        | 29036      |
| Huelgoat                | An Uhelgoad      | 1.420            | 14,87        | 29690        | 29081      |
| Kergloff                | Kerglof          | 878              | 24,94        | 29270        | 29089      |
| La Feuillée             | Ar Fouilhez      | 684              | 31,55        | 29690        | 29054      |
| Landeleau               | Landelo          | 982              | 30,41        | 29530        | 29102      |
| Lopérec                 | Lopereg          | 832              | 39,49        | 29590        | 29139      |
| Loqueffret              | Lokeored         | 338              | 27,40        | 29530        | 29141      |
| Motreff                 | Motrev           | 679              | 21,59        | 29270        | 29152      |
| Plonévez-du-Faou        | Plonevez-ar-Faou | 2.174            | 80,73        | 29530        | 29175      |
| Plounévézel             | Plonevell        | 1.153            | 24,42        | 29270        | 29205      |
| Plouyé                  | Plouie           | 669              | 37,55        | 29690        | 29211      |
| Poullaouen              | Poullaouen       | 1.466            | 88,56        | 29246, 29690 | 29227      |
| Saint-Hernin            | Sant-Hern        | 735              | 29,29        | 29270        | 29250      |
| Saint-Rivoal            | Sant-Riwal       | 220              | 18,69        | 29190        | 29261      |
| Scrignac                | Skigneg          | 781              | 70,94        | 29640        | 29275      |
| Spézet                  | Speied           | 1.743            | 60,67        | 29540        | 29278      |
| Kanton Carhaix-Plouguer | Karaez-Plougêr   | 26.628           | 838,00       | -            | 2907       |

### Kanton Carhaix-Plouguer bis 2015
Der alte Kanton Carhaix-Plouguer bestand aus acht Gemeinden auf einer Fläche von 287,89 km². Diese waren: Carhaix-Plouguer (Hauptort), Cléden-Poher, Kergloff, Motreff, Plounévézel, Poullaouen, Saint-Hernin und Spézet.

## Veränderungen im Gemeindebestand seit der landesweiten Neuordnung der Kantone
2019: Fusion Locmaria-Berrien und Poullaouen → Poullaouen

## Bevölkerungsentwicklung
| 1962   | 1968   | 1975   | 1982   | 1990   | 1999   | 2006   | 2012   |
| ------ | ------ | ------ | ------ | ------ | ------ | ------ | ------ |
| 15.589 | 15.484 | 15.923 | 16.366 | 16.117 | 15.231 | 15.406 | 15.322 |